# Matulji
Matulji es un municipio de Croacia en el condado de Primorje-Gorski Kotar.

## Geografía
Se encuentra a una altitud de 195 m s. n. m. a 183 km de la capital nacional, Zagreb.

## Demografía
En el censo 2011 el total de población del municipio fue de 11246 habitantes, distribuidos en las siguientes localidades:
- Brdce -  67
- Bregi -  700
- Brešca - 159
- Jurdani - 651
- Jušići -  861
- Kućeli - 455
- Lipa -  129
- Male Mune - 103
- Mali Brgud - 134
- Matulji - 3 731
- Mihotići -  1 050
- Mučići -  362
- Pasjak  - 140
- Permani -  102
- Rukavac -  853
- Rupa -  349
- Ružići -  123
- Šapjane - 188
- Vele Mune - 122
- Veli Brgud - 485
- Zaluki - 73
- Zvoneće - 279
- Žejane - 130

| Gráfica de población de Matulji 1857-2011                           |
|                                                                     |
| Según los censos de población de la oficina estadística de Croacia. |